# Khandallah
Khandallah is een voorstad van Wellington, de hoofdstad van Nieuw-Zeeland. Het ligt vier kilometer van het centrum van de stad, op de heuvels die de haven van Wellington overzien.
Khandallah werd op hetzelfde moment gesticht als Ngaio, een ernaast gelegen voorstad. De naam betekent 'rustplaats van god' en werd afgeleid van het kleine boerderijtje dat kapitein James Andrew er in 1884 bouwde, toen die terugkeerde uit India.

## Externe link

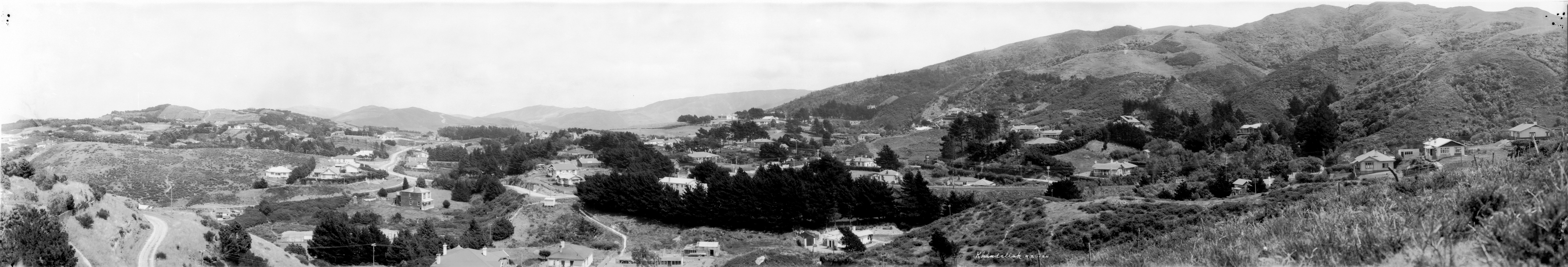